# Rûdaw Media Network
Rûdaw Media Network (in curdo Tora Medyayî ya Rûdaw‎) è un gruppo mediatico nel Kurdistan iracheno. Pubblica in curdo, inglese, arabo e turco. Rûdaw Media Network possiede anche un settimanale in dialetto soranî con una tiratura di 3 000 copie, una versione kurmancî pubblicata in Europa, un sito web in curdo, inglese, arabo e turco e una stazione TV satellitare. La rete è finanziata e supportata dalla Rûdaw Company e mira a diffondere notizie e informazioni sul Kurdistan e sul Medio Oriente.
Rûdaw Media Network è stato temporaneamente bandito nel Kurdistan siriano a causa delle sue notizie di parte e delle presunte campagne diffamatorie contro i partiti politici curdi che si oppongono al Partito Democratico del Kurdistan, un partito politico al potere guidato dai membri della famiglia Barzani.
La Turchia ha rimosso tre canali televisivi con sede nel nord dell'Iraq, compresa l'agenzia di stampa curda Rûdaw, dal suo satellite Türksat per violazioni di trasmissione durante il referendum del governo regionale curdo nel settembre 2017.
Il 28 ottobre 2017, l'ufficio dei media audiovisivi della Commissione per i media e le comunicazioni del governo iracheno ha emesso un decreto che ordinava la chiusura della trasmissione televisiva Rûdaw, la messa al bando delle sue troupe e il sequestro delle loro apparecchiature in tutto l'Iraq. Il decreto afferma che i motivi di questa azione sono che Rûdaw non è autorizzato a Baghdad, e per i programmi "che incitano alla violenza e all'odio e prendono di mira la pace e la sicurezza sociale".

## Piattaforme
Rûdaw ha sede a Erbil, la capitale della regione del Kurdistan iracheno. L'azienda ha corrispondenti in varie parti del Medio Oriente, in Europa e negli Stati Uniti.

### Portale digitale
La piattaforma online Rûdaw si occupa delle questioni curde in entrambi i dialetti curdi. Il sito web pubblica anche notizie e informazioni in inglese, turco e arabo.

### Radio
Rûdaw Media Network gestisce un canale di notizie radiofoniche che trasmette in onde corte in tutto il Medio Oriente. Il pubblico di tutto il mondo può ascoltare un live streaming online.

### Giornale
Rûdaw Media Network gestisce un periodico pubblicato su base settimanale, con copie cartacee vendute nella regione del Kurdistan e in Europa. Nell'edizione del Kurdistan vengono trattate storie di interesse per la popolazione locale. L'edizione europea presenta temi di interesse per la diaspora curda.

### Televisione
Rûdaw Media Network ha una rete di notizie curdo che trasmette in Medio Oriente, Europa, Africa, Asia, Pacifico, Canada e Stati Uniti. Questo canale televisivo può essere ricevuto sui satelliti NileSat e Hot Bird.

## Premi
La World Association of Newspapers and News Publishers ha premiato Rûdaw per aver esteso la sua portata a 100 milioni nei social media nel 2017.
Majeed Gly, un corrispondente curdo per Rûdaw Media Network, è stato insignito del Ricardo Ortega Memorial Prize per i media radiotelevisivi dalla United Nations Correspondents Association (UNCA) presso la sua sede di New York.

## Critiche
Diverse fonti internazionali e curde hanno descritto Rûdaw come una "macchina di propaganda" del Partito Democratico del Kurdistan al potere, in particolare il presidente del Kurdistan iracheno Nechirvan Barzani.